# 이민자 (배우)
이민자(李民子, 본명(本名)은 이용랑(李溶浪), 1929년 4월 10일 ~ 1986년 1월 19일)는 대한민국의 여성 연극배우 겸 영화배우이다.
서울에서 한의사의 넷째 딸로 태어났으며, 중학교 2학년 때 극장 구경을 갔다가 배우기 되기로 하였다. 후에 무학여고를 중퇴하고 1944년 연극배우로 데뷔, 유치진의 현대극장에 입단했다. 그해 영화배우로도 데뷔하였으며 1968년에 배우에서 은퇴하고 도일, 1986년 일본 도쿄대학 부속병원에서 뇌일혈로 사망했다. 배우 김진규와 2남을 두었으나 이혼했다.
충무공 이순신의 12대 손이다.

## 학력
- 경성 무학여자고등보통학교 중퇴

## 경력
- 1944년 연극배우 첫 데뷔.
- 1944년 유치진의 현대극장(現代劇場)에 입사
- 1944년 영화 《태양의 아이들》로 영화배우 데뷔.
- 1945년 영화배우 김진규와 결혼.
- 1948년 영화 《여명》으로 영화배우 정식 데뷔.
- 1959년 김진규와 이혼.
- 1968년 배우 분야에서 은퇴.
- 1968년 일본에서 재일 한국인 남성과 재혼했으나 이후 또 이혼.
- 1986년 일본 도쿄 도쿄대학부속병원에서 뇌일혈로 사망.

## 출연작

### 연극
- 1944년 《홍길동전》 ... 조선 성종 후궁 숙의 남양 홍씨 역(단역)
- 1945년 《배비장전》 ... 기생 애랑녀 역(조연)
- 1948년 《장화홍련전》 ... 배홍련 역(주연)
- 1950년 《아리랑》 ... 최영희 역(조연)

### 영화
- 1944년 《태양의 아이들》
- 1948년 저작여명
- 1948년 《여명》
- 1952년 악야
- 1958년 《화심》
- 1959년 《청춘극장》
- 1962년 《인목대비》
- 1964년 《공작부인》
- 1964년 《십년세도》
- 1967년 《빙우》
- 1967년 《팔도강산》
- 《미망인》
- 《아낌없이 주련다》
- 《생명》
- 《김약국의 딸들》
- 《유혹의 강》
- 《모녀기타》

## 수상
- 1959년 제2회 영화평론가협회상 여우조연상
- 1963년 제6회 부일영화상 여우주연상 《아낌없이 주련다》